# Interlands Maltees voetbalelftal 1980-1989
Deze pagina toont een chronologisch en gedetailleerd overzicht van de interlands die het Maltees voetbalelftal speelde in de periode 1980 – 1989.

## Interlands

### 1980
|                                                                        | |       |       |                                                                                |
| 27 februari EK 1980 kwalificatie № 57 «onderlinge duels» 20:00 (UTC+1) | West-Duitsland | 8 – 0 | Malta | Weserstadion, Bremen Toeschouwers: 38.000 Scheidsrechter: Norbert Rolles (LUX) |
| 27 februari EK 1980 kwalificatie № 57 «onderlinge duels» 20:00 (UTC+1) | Klaus Allofs 14' Rainer Bonhof 19' (pen.) Klaus Fischer 40' Klaus Allofs 55' John Holland 61' (e.d.) Walter Kelsch 70' Karl-Heinz Rummenigge 74' Klaus Fischer 90' |       |       | Weserstadion, Bremen Toeschouwers: 38.000 Scheidsrechter: Norbert Rolles (LUX) |

|                                                                       |       |                                           |       |                                                                                  |
| 7 december WK 1982 kwalificatie № 58 «onderlinge duels» 14:30 (UTC+1) | Malta | 0 – 2                                     | Polen | Empire Stadion, Gżira Toeschouwers: 5.565 Scheidsrechter: Dušan Maksimović (YUG) |
| 7 december WK 1982 kwalificatie № 58 «onderlinge duels» 14:30 (UTC+1) |       | 57' Włodzimierz Smolarek 77' Leszek Lipka |       | Empire Stadion, Gżira Toeschouwers: 5.565 Scheidsrechter: Dušan Maksimović (YUG) |

### 1981
|                                                                    |                |       |                                                   |                                                                              |
| 4 april WK 1982 kwalificatie № 59 «onderlinge duels» 16:00 (UTC+2) | Malta          | 1 – 2 | DDR                                               | Empire Stadion, Gżira Toeschouwers: 6.000 Scheidsrechter: Peter Reeves (ENG) |
| 4 april WK 1982 kwalificatie № 59 «onderlinge duels» 16:00 (UTC+2) | Leli Fabri 11' |       | 20' (pen.) Rüdiger Schnuphase 44' Reinhard Häfner | Empire Stadion, Gżira Toeschouwers: 6.000 Scheidsrechter: Peter Reeves (ENG) |

|                                                 |                      |       |                     |                                                                                  |
| 14 juni President's Cup № 60 «onderlinge duels» | Malta                | 1 – 1 | Liechtenstein       | Jeonjustadion, Jeonju Toeschouwers: 2.000 Scheidsrechter: Hassan Haji Daud (MAS) |
| 14 juni President's Cup № 60 «onderlinge duels» | Norman Buttigieg 80' |       | ??' Ludwig Sklarski | Jeonjustadion, Jeonju Toeschouwers: 2.000 Scheidsrechter: Hassan Haji Daud (MAS) |

|                                                 |           |                   |       |                                                                              |
| 18 juni President's Cup № 61 «onderlinge duels» | Indonesië | 0 – 1             | Malta | Daegustadion, Daegu Toeschouwers: 2.403 Scheidsrechter: Kyung Wha Park (KOR) |
| 18 juni President's Cup № 61 «onderlinge duels» |           | 27' Joseph Xuereb |       | Daegustadion, Daegu Toeschouwers: 2.403 Scheidsrechter: Kyung Wha Park (KOR) |

|                                                 |          |                                        |       |                                                                                |
| 22 juni President's Cup № 62 «onderlinge duels» | Thailand | 0 – 2                                  | Malta | Daegustadion, Daegu Toeschouwers: 1.000 Scheidsrechter: Hassan Haji Daud (MAS) |
| 22 juni President's Cup № 62 «onderlinge duels» |          | 9' Michael Degiorgio 80' George Xuereb |       | Daegustadion, Daegu Toeschouwers: 1.000 Scheidsrechter: Hassan Haji Daud (MAS) |

|                                                                    |         |                   |       |                                                                                    |
| 24 oktober Vriendschappelijk № 63 «onderlinge duels» 15:00 (UTC+1) | Tunesië | 0 – 1             | Malta | Stade Chedli Zouiten, Tunis Toeschouwers: 9.000 Scheidsrechter: Habib Akrout (TUN) |
| 24 oktober Vriendschappelijk № 63 «onderlinge duels» 15:00 (UTC+1) |         | 62' Simon Tortell |       | Stade Chedli Zouiten, Tunis Toeschouwers: 9.000 Scheidsrechter: Habib Akrout (TUN) |

|                                                                        | |       |                          |                                                                                    |
| 11 november WK 1982 kwalificatie № 64 «onderlinge duels» 17:00 (UTC+1) | DDR                                                                                                | 5 – 1 | Malta                    | Ernst-Abbe-Sportfeld, Jena Toeschouwers: 2.000 Scheidsrechter: Fred McKnight (NIR) |
| 11 november WK 1982 kwalificatie № 64 «onderlinge duels» 17:00 (UTC+1) | Andreas Krause 11' Joachim Streich 35' Jürgen Heun 71' Joachim Streich 75' John Holland 90' (e.d.) |       | 41' Ernest Spiteri-Gonzi | Ernst-Abbe-Sportfeld, Jena Toeschouwers: 2.000 Scheidsrechter: Fred McKnight (NIR) |

|                                                                        | |       |       |                                                                                |
| 15 november WK 1982 kwalificatie № 65 «onderlinge duels» 12:00 (UTC+1) | Polen | 6 – 0 | Malta | Olympisch Stadion, Wrocław Toeschouwers: 25.618 Scheidsrechter: Bo Helén (SWE) |
| 15 november WK 1982 kwalificatie № 65 «onderlinge duels» 12:00 (UTC+1) | Andrzej Buncol 6' Włodzimierz Smolarek 47' Stefan Majewski 48' Włodzimierz Smolarek 64' Dariusz Dziekanowski 80' Zbigniew Boniek 88' |       |       | Olympisch Stadion, Wrocław Toeschouwers: 25.618 Scheidsrechter: Bo Helén (SWE) |

### 1982
|                                                                   |                                         |       |                              |                                                                                          |
| 5 juni EK 1984 kwalificatie № 66 «onderlinge duels» 16:30 (UTC+2) | Malta                                   | 2 – 1 | IJsland                      | Giovanni Celestestadion, Messina Toeschouwers: 1.271 Scheidsrechter: Pietro d'Elia (ITA) |
| 5 juni EK 1984 kwalificatie № 66 «onderlinge duels» 16:30 (UTC+2) | Ernest Spiteri-Gonzi 43' Leli Fabri 48' |       | 51' (pen.) Marteinn Geirsson | Giovanni Celestestadion, Messina Toeschouwers: 1.271 Scheidsrechter: Pietro d'Elia (ITA) |

|                                                                    | |       |       |                                                                                      |
| 14 oktober Vriendschappelijk № 67 «onderlinge duels» 18:30 (UTC+2) | Bulgarije | 7 – 0 | Malta | Vasil Levskistadion, Sofia Toeschouwers: 12.000 Scheidsrechter: Yordan Zhezhov (BUL) |
| 14 oktober Vriendschappelijk № 67 «onderlinge duels» 18:30 (UTC+2) | Ruzhin Kerimov 13' Blagoy Blangev 21' Boycho Velichkov 33' Georgi Slavkov 54' Georgi Dimitrov 60' Georgi Slavkov 70' Georgi Slavkov 78' |       |       | Vasil Levskistadion, Sofia Toeschouwers: 12.000 Scheidsrechter: Yordan Zhezhov (BUL) |

|                                                                        |       | |           |                                                                      |
| 19 december EK 1984 kwalificatie № 68 «onderlinge duels» 15:00 (UTC+1) | Malta | 0 – 6 | Nederland | Tivoli, Aken Toeschouwers: 18.000 Scheidsrechter: Dieter Pauly (FRG) |
| 19 december EK 1984 kwalificatie № 68 «onderlinge duels» 15:00 (UTC+1) |       | 21' (pen.) Edo Ophof 24' Cees van Kooten 34' Hugo Hovenkamp 39' Dick Schoenaker 50' Dick Schoenaker 71' Cees van Kooten |           | Tivoli, Aken Toeschouwers: 18.000 Scheidsrechter: Dieter Pauly (FRG) |

|                                                                     |       |       |           |                                                                                |
| 26 december Vriendschappelijk № 69 «onderlinge duels» 14:30 (UTC+1) | Malta | 0 – 0 | Bulgarije | Ta' Qalistadion, Ta' Qali Toeschouwers: 1.701 Scheidsrechter: Edwin Borg (MLT) |
| 26 december Vriendschappelijk № 69 «onderlinge duels» 14:30 (UTC+1) |       |       |           | Ta' Qalistadion, Ta' Qali Toeschouwers: 1.701 Scheidsrechter: Edwin Borg (MLT) |

### 1983
|                                                                    |               |       |                           |                                                                              |
| 1 februari Vriendschappelijk № 70 «onderlinge duels» 15:30 (UTC+1) | Malta         | 1 – 2 | Tunesië                   | Marsa Stadion, Marsa Toeschouwers: 445 Scheidsrechter: Edgar Azzopardi (MLT) |
| 1 februari Vriendschappelijk № 70 «onderlinge duels» 15:30 (UTC+1) | Leli Fabri 8' |       | Doelpuntenmakers onbekend | Marsa Stadion, Marsa Toeschouwers: 445 Scheidsrechter: Edgar Azzopardi (MLT) |

|                                                                     |       |                     |         |                                                                                   |
| 30 maart EK 1984 kwalificatie № 71 «onderlinge duels» 17:00 (UTC+2) | Malta | 0 – 1               | Ierland | Ta' Qalistadion, Ta' Qali Toeschouwers: 6.487 Scheidsrechter: Adolf Mathias (AUT) |
| 30 maart EK 1984 kwalificatie № 71 «onderlinge duels» 17:00 (UTC+2) |       | 89' Frank Stapleton |         | Ta' Qalistadion, Ta' Qali Toeschouwers: 6.487 Scheidsrechter: Adolf Mathias (AUT) |

|                                                                   |                                         |       |                                                                        |                                                                                              |
| 15 mei EK 1984 kwalificatie № 72 «onderlinge duels» 16:00 (UTC+1) | Malta                                   | 2 – 3 | Spanje                                                                 | Ta' Qalistadion, Ta' Qali Toeschouwers: 7.732 Scheidsrechter: Evangelos Giannakoudakis (GRE) |
| 15 mei EK 1984 kwalificatie № 72 «onderlinge duels» 16:00 (UTC+1) | Carmel Busuttil 30' Carmel Busuttil 47' |       | 21' Juan Antonio Señor 60' Francisco José Carrasco 84' Rafael Gordillo | Ta' Qalistadion, Ta' Qali Toeschouwers: 7.732 Scheidsrechter: Evangelos Giannakoudakis (GRE) |

|                                                                 |                     |       |       |                                                                                     |
| 5 juni EK 1984 kwalificatie № 73 «onderlinge duels» 17:00 (UTC) | IJsland             | 1 – 0 | Malta | Laugardalsvöllur, Reykjavik Toeschouwers: 5.718 Scheidsrechter: Alex Jacobsen (DEN) |
| 5 juni EK 1984 kwalificatie № 73 «onderlinge duels» 17:00 (UTC) | Atli Eðvaldsson 43' |       |       | Laugardalsvöllur, Reykjavik Toeschouwers: 5.718 Scheidsrechter: Alex Jacobsen (DEN) |

|                                                     |                           |       |       |                                                                                  |
| 9 oktober Vriendschappelijk № 74 «onderlinge duels» | Libië                     | 4 – 0 | Malta | Juni 11 Stadion, Tripoli Toeschouwers: 3.000 Scheidsrechter: Mohamed Saudi (LBA) |
| 9 oktober Vriendschappelijk № 74 «onderlinge duels» | Doelpuntenmakers onbekend |       |       | Juni 11 Stadion, Tripoli Toeschouwers: 3.000 Scheidsrechter: Mohamed Saudi (LBA) |

|                                                                      | |       |       |                                                                               |
| 16 november EK 1984 kwalificatie № 75 «onderlinge duels» 20:00 (UTC) | Ierland | 8 – 0 | Malta | Dalymount Park, Dublin Toeschouwers: 8.500 Scheidsrechter: Ole Amundsen (DEN) |
| 16 november EK 1984 kwalificatie № 75 «onderlinge duels» 20:00 (UTC) | Mark Lawrenson 25' Frank Stapleton 28' Kevin O'Callaghan 35' Mark Lawrenson 63' Kevin Sheedy 74' Liam Brady 76' Kevin Sheedy 84' Gerard Daly 86' |       |       | Dalymount Park, Dublin Toeschouwers: 8.500 Scheidsrechter: Ole Amundsen (DEN) |

|                                                                        |                                                                                             |       |       |                                                                             |
| 17 december EK 1984 kwalificatie № 76 «onderlinge duels» 19:30 (UTC+1) | Nederland                                                                                   | 5 – 0 | Malta | De Kuip, Rotterdam Toeschouwers: 58.000 Scheidsrechter: Klaus Peschel (GDR) |
| 17 december EK 1984 kwalificatie № 76 «onderlinge duels» 19:30 (UTC+1) | Bud Brocken 19' Ben Wijnstekers 30' Frank Rijkaard 74' Peter Houtman 79' Frank Rijkaard 90' |       |       | De Kuip, Rotterdam Toeschouwers: 58.000 Scheidsrechter: Klaus Peschel (GDR) |

|                                                                        | |        |                       |                                                                                            |
| 21 december EK 1984 kwalificatie № 77 «onderlinge duels» 20:15 (UTC+1) | Spanje | 12 – 1 | Malta                 | Estadio Benito Villamarín, Sevilla Toeschouwers: 25.000 Scheidsrechter: Erkan Göksel (TUR) |
| 21 december EK 1984 kwalificatie № 77 «onderlinge duels» 20:15 (UTC+1) | Santillana 16' Santillana 26' Santillana 29' Hipólito Rincón 47' Hipólito Rincón 57' Antonio Maceda 62' Antonio Maceda 63' Hipólito Rincón 64' Santillana 76' Hipólito Rincón 78' Manuel Sarabia 80' Juan Antonio Señor 83' |        | 24' Michael Degiorgio | Estadio Benito Villamarín, Sevilla Toeschouwers: 25.000 Scheidsrechter: Erkan Göksel (TUR) |

### 1984
|                                                                   |                                                                                           |       |       |                                                                                 |
| 23 mei WK 1986 kwalificatie № 78 «onderlinge duels» 19:00 (UTC+2) | Zweden                                                                                    | 4 – 0 | Malta | Idrottsparken, Norrköping Toeschouwers: 18.819 Scheidsrechter: David Syme (SCO) |
| 23 mei WK 1986 kwalificatie № 78 «onderlinge duels» 19:00 (UTC+2) | Thomas Sunesson 4' Dan Corneliusson 37' Ingemar Erlandsson 70' (pen.) Thomas Sunesson 75' |       |       | Idrottsparken, Norrköping Toeschouwers: 18.819 Scheidsrechter: David Syme (SCO) |

|                                                                     |                                     |       |                    |                                                                                      |
| 6 september Vriendschappelijk № 79 «onderlinge duels» 15:30 (UTC+2) | Israël                              | 2 – 1 | Malta              | YMCA-Stadion, Jeruzalem Toeschouwers: 18.819 Scheidsrechter: Ovadia Ben Itzhak (ISR) |
| 6 september Vriendschappelijk № 79 «onderlinge duels» 15:30 (UTC+2) | Uri Malmilian 34' Uri Malmilian 78' |       | 21' Charles Muscat | YMCA-Stadion, Jeruzalem Toeschouwers: 18.819 Scheidsrechter: Ovadia Ben Itzhak (ISR) |

|                                                                       |                                                                          |       |       |                                                                                                |
| 31 oktober WK 1986 kwalificatie № 80 «onderlinge duels» 17:00 (UTC+1) | Tsjecho-Slowakije                                                        | 4 – 0 | Malta | Stadion Evžena Rošického, Praag Toeschouwers: 5.000 Scheidsrechter: Gudmundur Haraldsson (ISL) |
| 31 oktober WK 1986 kwalificatie № 80 «onderlinge duels» 17:00 (UTC+1) | Petr Janečka 4' Karel Jarolím 35' Petr Janečka 71' Jan Berger 77' (pen.) |       |       | Stadion Evžena Rošického, Praag Toeschouwers: 5.000 Scheidsrechter: Gudmundur Haraldsson (ISL) |

|                                                                    |                    |       |                           |                                                                                     |
| 5 december Vriendschappelijk № 81 «onderlinge duels» 14:30 (UTC+1) | Malta              | 1 – 2 | Italië                    | Ta' Qalistadion, Ta' Qali Toeschouwers: 2.203 Scheidsrechter: Edgar Azzopardi (MLT) |
| 5 december Vriendschappelijk № 81 «onderlinge duels» 14:30 (UTC+1) | Charlie Muscat 72' |       | Doelpuntenmakers onbekend | Ta' Qalistadion, Ta' Qali Toeschouwers: 2.203 Scheidsrechter: Edgar Azzopardi (MLT) |

|                                                                        |                                        |       |                                                         |                                                                                     |
| 16 december WK 1986 kwalificatie № 82 «onderlinge duels» 13:30 (UTC+1) | Malta                                  | 2 – 3 | West-Duitsland                                          | Ta' Qalistadion, Ta' Qali Toeschouwers: 35.102 Scheidsrechter: Zoran Petrović (YUG) |
| 16 december WK 1986 kwalificatie № 82 «onderlinge duels» 13:30 (UTC+1) | Carmel Busuttil 10' Raymond Xuereb 84' |       | 43' Karlheinz Förster 68' Klaus Allofs 83' Klaus Allofs | Ta' Qalistadion, Ta' Qali Toeschouwers: 35.102 Scheidsrechter: Zoran Petrović (YUG) |

### 1985
|                                                                   |                      |       |                                                        |                                                                                  |
| 10 februari WK-kwalificatie № 83 «onderlinge duels» 11:00 (UTC+1) | Malta                | 1 – 3 | Portugal                                               | Ta' Qalistadion, Ta' Qali Toeschouwers: 22.610 Scheidsrechter: Miklos Nagy (HUN) |
| 10 februari WK-kwalificatie № 83 «onderlinge duels» 11:00 (UTC+1) | Leonard Farrugia 59' |       | 6' Carlos Manuel 13' Fernando Gomes 74' Fernando Gomes | Ta' Qalistadion, Ta' Qali Toeschouwers: 22.610 Scheidsrechter: Miklos Nagy (HUN) |

|                                                                | |       |       |                                                                                        |
| 27 maart WK-kwalificatie № 84 «onderlinge duels» 20:15 (UTC+1) | West-Duitsland | 6 – 0 | Malta | Ludwigsparkstadion, Saarbrücken Toeschouwers: 37.600 Scheidsrechter: Talat Tokat (TUR) |
| 27 maart WK-kwalificatie № 84 «onderlinge duels» 20:15 (UTC+1) | Uwe Rahn 10' Felix Magath 13' Uwe Rahn 17' Pierre Littbarski 18' Karl-Heinz Rummenigge 43' Karl-Heinz Rummenigge 67' |       |       | Ludwigsparkstadion, Saarbrücken Toeschouwers: 37.600 Scheidsrechter: Talat Tokat (TUR) |

|                                                                 |                                                                 |       |                          |                                                                                  |
| 4 april Vriendschappelijk № 85 «onderlinge duels» 14:45 (UTC+2) | Malta                                                           | 3 – 1 | Jordanië                 | Ta' Qalistadion, Ta' Qali Toeschouwers: 399 Scheidsrechter: Charles Scerri (MLT) |
| 4 april Vriendschappelijk № 85 «onderlinge duels» 14:45 (UTC+2) | Raymond Xuereb 57' Raymond Xuereb 67' (pen.) Raymond Xuereb 80' |       | Doelpuntenmaker onbekend | Ta' Qalistadion, Ta' Qali Toeschouwers: 399 Scheidsrechter: Charles Scerri (MLT) |

|                                                                     |       |       |                   |                                                                                                |
| 21 april WK 1986 kwalificatie № 86 «onderlinge duels» 15:30 (UTC+2) | Malta | 0 – 0 | Tsjecho-Slowakije | Ta' Qalistadion, Ta' Qali Toeschouwers: 7.320 Scheidsrechter: Victoriano Sánchez Arminio (ESP) |
| 21 april WK 1986 kwalificatie № 86 «onderlinge duels» 15:30 (UTC+2) |       |       |                   | Ta' Qalistadion, Ta' Qali Toeschouwers: 7.320 Scheidsrechter: Victoriano Sánchez Arminio (ESP) |

|                                                                     |                                                       |       |                                                 |                                                                                 |
| 12 oktober WK 1986 kwalificatie № 87 «onderlinge duels» 15:00 (UTC) | Portugal                                              | 3 – 2 | Malta                                           | Estádio da Luz, Lissabon Toeschouwers: 15.000 Scheidsrechter: Alan Snoddy (NIR) |
| 12 oktober WK 1986 kwalificatie № 87 «onderlinge duels» 15:00 (UTC) | Fernando Gomes 37' José Rafael 50' Fernando Gomes 79' |       | 46' (e.d.) Frederico Rosa 78' Michael Degiorgio | Estádio da Luz, Lissabon Toeschouwers: 15.000 Scheidsrechter: Alan Snoddy (NIR) |

|                                                                        |                      |       |                                     |                                                                                   |
| 17 november WK 1986 kwalificatie № 88 «onderlinge duels» 14:00 (UTC+1) | Malta                | 1 – 2 | Zweden                              | Ta' Qalistadion, Ta' Qali Toeschouwers: 6.000 Scheidsrechter: Yusuf Namoglu (TUR) |
| 17 november WK 1986 kwalificatie № 88 «onderlinge duels» 14:00 (UTC+1) | Leonard Farrugia 65' |       | 2' Robert Prytz 76' Glenn Strömberg | Ta' Qalistadion, Ta' Qali Toeschouwers: 6.000 Scheidsrechter: Yusuf Namoglu (TUR) |

### 1986
|                                                                        |       |                                                                                              |        |                                                                                    |
| 16 november EK 1988 kwalificatie № 89 «onderlinge duels» 14:30 (UTC+1) | Malta | 0 – 5                                                                                        | Zweden | Ta' Qalistadion, Ta' Qali Toeschouwers: 8.311 Scheidsrechter: Lajos Hartmann (HUN) |
| 16 november EK 1988 kwalificatie № 89 «onderlinge duels» 14:30 (UTC+1) |       | 38' Glenn Hysén 67' Mats Magnusson 69' Stig Fredriksson 81' Johnny Ekström 84' Anders Palmer |        | Ta' Qalistadion, Ta' Qali Toeschouwers: 8.311 Scheidsrechter: Lajos Hartmann (HUN) |

|                                                                       |       |                                            |        |                                                                                 |
| 6 december EK 1988 kwalificatie № 90 «onderlinge duels» 14:15 (UTC+1) | Malta | 0 – 2                                      | Italië | Ta' Qalistadion, Ta' Qali Toeschouwers: 13.191 Scheidsrechter: Ihsan Türe (TUR) |
| 6 december EK 1988 kwalificatie № 90 «onderlinge duels» 14:15 (UTC+1) |       | 11' Ricardo Ferri 19' Alessandro Altobelli |        | Ta' Qalistadion, Ta' Qali Toeschouwers: 13.191 Scheidsrechter: Ihsan Türe (TUR) |

### 1987
|                                                                       | |       |       | |
| 24 januari EK 1988 kwalificatie № 91 «onderlinge duels» 14:30 (UTC+1) | Italië | 5 – 0 | Malta | Stadio Atleti Azzurri d'Italia, Bergamo Toeschouwers: 32.370 Scheidsrechter: Stefanos Hadjistefanou (CYP) |
| 24 januari EK 1988 kwalificatie № 91 «onderlinge duels» 14:30 (UTC+1) | Salvatore Bagni 4' Giuseppe Bergomi 9' Alessandro Altobelli 24' Alessandro Altobelli 35' Gianluca Vialli 45' |       |       | Stadio Atleti Azzurri d'Italia, Bergamo Toeschouwers: 32.370 Scheidsrechter: Stefanos Hadjistefanou (CYP) |

|                                                                     |                                            |       |                                             |                                                                                         |
| 29 maart EK 1988 kwalificatie № 92 «onderlinge duels» 16:00 (UTC+1) | Portugal                                   | 2 – 2 | Malta                                       | Estádio dos Barreiros, Funchal Toeschouwers: 12.000 Scheidsrechter: John Kinsella (IRL) |
| 29 maart EK 1988 kwalificatie № 92 «onderlinge duels» 16:00 (UTC+1) | Jorge Plácido 12' Jorge Plácido 76' (pen.) |       | 23' (pen.) Dennis Mizzi 66' Carmel Busuttil | Estádio dos Barreiros, Funchal Toeschouwers: 12.000 Scheidsrechter: John Kinsella (IRL) |

|                                                                     |                                                                           |       |                     |                                                                                           |
| 15 april EK 1988 kwalificatie № 93 «onderlinge duels» 20:00 (UTC+2) | Zwitserland                                                               | 4 – 1 | Malta               | Stade de la Maladière, Neuchâtel Toeschouwers: 5.400 Scheidsrechter: Roger Philippi (LUX) |
| 15 april EK 1988 kwalificatie № 93 «onderlinge duels» 20:00 (UTC+2) | Andy Egli 5' Georges Bregy 16' Georges Bregy 38' (pen.) Georges Bregy 87' |       | 71' Carmel Busuttil | Stade de la Maladière, Neuchâtel Toeschouwers: 5.400 Scheidsrechter: Roger Philippi (LUX) |

|                                                                   |                    |       |       |                                                                           |
| 24 mei EK 1988 kwalificatie № 94 «onderlinge duels» 18:00 (UTC+2) | Zweden             | 1 – 0 | Malta | Nya Ullevi, Göteborg Toeschouwers: 16.165 Scheidsrechter: Kaj Natri (FIN) |
| 24 mei EK 1988 kwalificatie № 94 «onderlinge duels» 18:00 (UTC+2) | Johnny Ekström 13' |       |       | Nya Ullevi, Göteborg Toeschouwers: 16.165 Scheidsrechter: Kaj Natri (FIN) |

|                                                                    |       |                                   |          |                                                                                    |
| 14 oktober Vriendschappelijk № 95 «onderlinge duels» 15:00 (UTC+1) | Malta | 0 – 2                             | Engeland | Ta' Qalistadion, Ta' Qali Toeschouwers: 4.200 Scheidsrechter: Charles Scerri (MLT) |
| 14 oktober Vriendschappelijk № 95 «onderlinge duels» 15:00 (UTC+1) |       | 33' Mel Sterland 58' Mick Harford |          | Ta' Qalistadion, Ta' Qali Toeschouwers: 4.200 Scheidsrechter: Charles Scerri (MLT) |

|                                                                        |                     |       |                       |                                                                                         |
| 15 november EK 1988 kwalificatie № 96 «onderlinge duels» 14:30 (UTC+1) | Malta               | 1 – 1 | Zwitserland           | Ta' Qalistadion, Ta' Qali Toeschouwers: 7.112 Scheidsrechter: Georges Koukoulakis (GRE) |
| 15 november EK 1988 kwalificatie № 96 «onderlinge duels» 14:30 (UTC+1) | Carmel Busuttil 89' |       | 3' Hans-Peter Zwicker | Ta' Qalistadion, Ta' Qali Toeschouwers: 7.112 Scheidsrechter: Georges Koukoulakis (GRE) |

|                                                                    |                   |       |                         |                                                                                   |
| 2 december Vriendschappelijk № 97 «onderlinge duels» 18:00 (UTC+2) | Israël            | 1 – 1 | Malta                   | Kiryat Eliezerstadion, Haifa Toeschouwers: 2.500 Scheidsrechter: Arie Frost (ISR) |
| 2 december Vriendschappelijk № 97 «onderlinge duels» 18:00 (UTC+2) | Avinoam Ovadia 7' |       | 44' (pen.) Dennis Mizzi | Kiryat Eliezerstadion, Haifa Toeschouwers: 2.500 Scheidsrechter: Arie Frost (ISR) |

|                                                                        |       |                    |          |                                                                                       |
| 20 december EK 1988 kwalificatie № 98 «onderlinge duels» 15:15 (UTC+1) | Malta | 0 – 1              | Portugal | Ta' Qalistadion, Ta' Qali Toeschouwers: 5.651 Scheidsrechter: Hubert Forstinger (AUT) |
| 20 december EK 1988 kwalificatie № 98 «onderlinge duels» 15:15 (UTC+1) |       | 46' Frederico Rosa |          | Ta' Qalistadion, Ta' Qali Toeschouwers: 5.651 Scheidsrechter: Hubert Forstinger (AUT) |

### 1988
|                                                                             |                                       |       |         |                                                                        |
| 7 februari Malta Voetbaltoernooi 1988 № 99 «onderlinge duels» 15:15 (UTC+1) | Malta                                 | 2 – 0 | Finland | Ta' Qalistadion, Ta' Qali Toeschouwers: 5.000 Scheidsrechter: onbekend |
| 7 februari Malta Voetbaltoernooi 1988 № 99 «onderlinge duels» 15:15 (UTC+1) | Carmel Busuttil ?' Carmel Busuttil ?' |       |         | Ta' Qalistadion, Ta' Qali Toeschouwers: 5.000 Scheidsrechter: onbekend |

|                                                                               |                                       |       |                          |                                                                                    |
| 10 februari Malta Voetbaltoernooi 1988 № 100 «onderlinge duels» 15:15 (UTC+1) | Malta                                 | 2 – 1 | Tunesië                  | Ta' Qalistadion, Ta' Qali Toeschouwers: 4.000 Scheidsrechter: Victor Mintoff (MLT) |
| 10 februari Malta Voetbaltoernooi 1988 № 100 «onderlinge duels» 15:15 (UTC+1) | Raymond Vella 59' Carmel Busuttil 71' |       | 30' (pen.) Nabil Maaloul | Ta' Qalistadion, Ta' Qali Toeschouwers: 4.000 Scheidsrechter: Victor Mintoff (MLT) |

|                                                                               |       |                          |     |                                                                        |
| 13 februari Malta Voetbaltoernooi 1988 № 101 «onderlinge duels» 15:15 (UTC+1) | Malta | 0 – 1                    | DDR | Ta' Qalistadion, Ta' Qali Toeschouwers: 2.000 Scheidsrechter: onbekend |
| 13 februari Malta Voetbaltoernooi 1988 № 101 «onderlinge duels» 15:15 (UTC+1) |       | Doelpuntenmaker onbekend |     | Ta' Qalistadion, Ta' Qali Toeschouwers: 2.000 Scheidsrechter: onbekend |

|                                                                   |                          |       |       |                                                                                             |
| 10 maart Vriendschappelijk № 102 «onderlinge duels» 16:30 (UTC+1) | Libië                    | 1 – 0 | Malta | Juni 11 Stadion, Tripoli Toeschouwers: 65.000 Scheidsrechter: Mohamed Ibrahim Assaudi (LBA) |
| 10 maart Vriendschappelijk № 102 «onderlinge duels» 16:30 (UTC+1) | Doelpuntenmaker onbekend |       |       | Juni 11 Stadion, Tripoli Toeschouwers: 65.000 Scheidsrechter: Mohamed Ibrahim Assaudi (LBA) |

|                                                                   |                     |       |                  |                                                                                     |
| 22 maart Vriendschappelijk № 103 «onderlinge duels» 16:00 (UTC+1) | Malta               | 1 – 1 | Schotland        | Ta' Qalistadion, Ta' Qali Toeschouwers: 8.000 Scheidsrechter: George Courtney (ENG) |
| 22 maart Vriendschappelijk № 103 «onderlinge duels» 16:00 (UTC+1) | Carmel Busuttil 54' |       | 21' Graeme Sharp | Ta' Qalistadion, Ta' Qali Toeschouwers: 8.000 Scheidsrechter: George Courtney (ENG) |

|                                                                    |                                                   |       |       |                                                                              |
| 21 mei WK 1990 kwalificatie № 104 «onderlinge duels» 15:00 (UTC+1) | Noord-Ierland                                     | 3 – 0 | Malta | Windsor Park, Belfast Toeschouwers: 9.000 Scheidsrechter: Carlos Silva (POR) |
| 21 mei WK 1990 kwalificatie № 104 «onderlinge duels» 15:00 (UTC+1) | Jimmy Quinn 14' Steve Penney 23' Colin Clarke 25' |       |       | Windsor Park, Belfast Toeschouwers: 9.000 Scheidsrechter: Carlos Silva (POR) |

|                                                                 |                                         |       |                                             |                                                                                     |
| 1 juni Vriendschappelijk № 105 «onderlinge duels» 18:15 (UTC+2) | Malta                                   | 2 – 3 | Wales                                       | Ta' Qalistadion, Ta' Qali Toeschouwers: 4.836 Scheidsrechter: Edgar Azzopardi (MLT) |
| 1 juni Vriendschappelijk № 105 «onderlinge duels» 18:15 (UTC+2) | Carmel Busuttil 15' Carmel Busuttil 23' |       | 9' Barry Horne 53' Mark Hughes 74' Ian Rush | Ta' Qalistadion, Ta' Qali Toeschouwers: 4.836 Scheidsrechter: Edgar Azzopardi (MLT) |

|                                                                     |        |                     |       |                                                                                  |
| 12 oktober Vriendschappelijk № 106 «onderlinge duels» 20:00 (UTC+3) | Cyprus | 0 – 1               | Malta | Tsirionstadion, Limasol Toeschouwers: 2.500 Scheidsrechter: Kyros Georgiou (CYP) |
| 12 oktober Vriendschappelijk № 106 «onderlinge duels» 20:00 (UTC+3) |        | 87' Carmel Busuttil |       | Tsirionstadion, Limasol Toeschouwers: 2.500 Scheidsrechter: Kyros Georgiou (CYP) |

|                                                                     |                               |       |       |                                                                                      |
| 18 oktober Vriendschappelijk № 107 «onderlinge duels» 15:00 (UTC+2) | Israël                        | 2 – 0 | Malta | Vasermilstadion, Beër Sjeva Toeschouwers: 3.000 Scheidsrechter: Manfred Neuner (FRG) |
| 18 oktober Vriendschappelijk № 107 «onderlinge duels» 15:00 (UTC+2) | Moshe Sinai 63' Eli Driks 89' |       |       | Vasermilstadion, Beër Sjeva Toeschouwers: 3.000 Scheidsrechter: Manfred Neuner (FRG) |

|                                                                      |                    |       |                    |                                                                                   |
| 23 november Vriendschappelijk № 108 «onderlinge duels» 14:30 (UTC+1) | Malta              | 1 – 1 | Cyprus             | Ta' Qalistadion, Ta' Qali Toeschouwers: 2.000 Scheidsrechter: Charles Agius (MLT) |
| 23 november Vriendschappelijk № 108 «onderlinge duels» 14:30 (UTC+1) | David Carabott 16' |       | 83' Yannis Ioannou | Ta' Qalistadion, Ta' Qali Toeschouwers: 2.000 Scheidsrechter: Charles Agius (MLT) |

|                                                                         |                                         |       |                                     |                                                                                          |
| 11 december WK 1990 kwalificatie № 109 «onderlinge duels» 14:15 (UTC+1) | Malta                                   | 2 – 2 | Hongarije                           | Ta' Qalistadion, Ta' Qali Toeschouwers: 12.000 Scheidsrechter: Georges Koukoulakis (GRE) |
| 11 december WK 1990 kwalificatie № 109 «onderlinge duels» 14:15 (UTC+1) | Carmel Busuttil 46' Carmel Busuttil 90' |       | 5' István Vincze 56' József Kiprich | Ta' Qalistadion, Ta' Qali Toeschouwers: 12.000 Scheidsrechter: Georges Koukoulakis (GRE) |

### 1989
|                                                                     |                    |       |                                  |                                                                                    |
| 11 januari Vriendschappelijk № 110 «onderlinge duels» 14:30 (UTC+1) | Malta              | 1 – 1 | Israël                           | Ta' Qalistadion, Ta' Qali Toeschouwers: 2.000 Scheidsrechter: Victor Mintoff (MLT) |
| 11 januari Vriendschappelijk № 110 «onderlinge duels» 14:30 (UTC+1) | David Carabott 32' |       | 12' Igal Menahem 89' Moshe Sinai | Ta' Qalistadion, Ta' Qali Toeschouwers: 2.000 Scheidsrechter: Victor Mintoff (MLT) |

|                                                                        |       |                                          |        |                                                                                 |
| 22 januari WK 1990 kwalificatie № 111 «onderlinge duels» 15:00 (UTC+1) | Malta | 0 – 2                                    | Spanje | Ta' Qalistadion, Ta' Qali Toeschouwers: 15.797 Scheidsrechter: David Syme (SCO) |
| 22 januari WK 1990 kwalificatie № 111 «onderlinge duels» 15:00 (UTC+1) |       | 15' (pen.) Míchel 49' Aitor Beguiristain |        | Ta' Qalistadion, Ta' Qali Toeschouwers: 15.797 Scheidsrechter: David Syme (SCO) |

|                                                                                  |       |                                           |            |                                                                                     |
| 8 februari Malta Voetbaltoernooi 1989 № 112 «onderlinge duels» 15:15 uur (UTC+1) | Malta | 0 – 2                                     | Denemarken | Ta' Qalistadion, Ta' Qali Toeschouwers: 1.800 Scheidsrechter: Mohamed Mimoume (ALG) |
| 8 februari Malta Voetbaltoernooi 1989 № 112 «onderlinge duels» 15:15 uur (UTC+1) |       | 56' (pen.) Lars Elstrup 81' Henrik Larsen |            | Ta' Qalistadion, Ta' Qali Toeschouwers: 1.800 Scheidsrechter: Mohamed Mimoume (ALG) |

|                                                                               |       |                   |          |                                                                               |
| 10 februari Malta Voetbaltoernooi 1989 № 113 «onderlinge duels» 15:15 (UTC+1) | Malta | 0 – 1             | Algerije | Ta' Qalistadion, Ta' Qali Toeschouwers: 1.200 Scheidsrechter: Esa Palsi (FIN) |
| 10 februari Malta Voetbaltoernooi 1989 № 113 «onderlinge duels» 15:15 (UTC+1) |       | 22' Malik Zorgane |          | Ta' Qalistadion, Ta' Qali Toeschouwers: 1.200 Scheidsrechter: Esa Palsi (FIN) |

|                                                                               |       |       |         |                                                                                   |
| 12 februari Malta Voetbaltoernooi 1989 № 114 «onderlinge duels» 15:15 (UTC+1) | Malta | 0 – 0 | Finland | Ta' Qalistadion, Ta' Qali Toeschouwers: 6.000 Scheidsrechter: Kurt Sörensen (DEN) |
| 12 februari Malta Voetbaltoernooi 1989 № 114 «onderlinge duels» 15:15 (UTC+1) |       |       |         | Ta' Qalistadion, Ta' Qali Toeschouwers: 6.000 Scheidsrechter: Kurt Sörensen (DEN) |

|                                                                      |                                                                  |       |       |                                                                                                 |
| 23 maart WK 1990 kwalificatie № 115 «onderlinge duels» 12:00 (UTC+1) | Spanje                                                           | 4 – 0 | Malta | Estadio Ramón Sánchez Pizjuán, Sevilla Toeschouwers: 41.500 Scheidsrechter: George Sandoz (SUI) |
| 23 maart WK 1990 kwalificatie № 115 «onderlinge duels» 12:00 (UTC+1) | Míchel 38' Míchel 68' (pen.) Manuel Manolo 71' Manuel Manolo 80' |       |       | Estadio Ramón Sánchez Pizjuán, Sevilla Toeschouwers: 41.500 Scheidsrechter: George Sandoz (SUI) |

|                                                                      |                      |       |                    |                                                                             |
| 12 april WK 1990 kwalificatie № 116 «onderlinge duels» 18:00 (UTC+2) | Hongarije            | 1 – 1 | Malta              | Népstadion, Boedapest Toeschouwers: 15.000 Scheidsrechter: Arie Frost (ISR) |
| 12 april WK 1990 kwalificatie № 116 «onderlinge duels» 18:00 (UTC+2) | Imre Boda 49' (pen.) |       | 7' Carmel Busuttil | Népstadion, Boedapest Toeschouwers: 15.000 Scheidsrechter: Arie Frost (ISR) |

|                                                                      |       |                                      |               |                                                                                      |
| 26 april WK 1990 kwalificatie № 117 «onderlinge duels» 17:15 (UTC+2) | Malta | 0 – 2                                | Noord-Ierland | Ta' Qalistadion, Ta' Qali Toeschouwers: 15.000 Scheidsrechter: Stefan Petrescu (ROU) |
| 26 april WK 1990 kwalificatie № 117 «onderlinge duels» 17:15 (UTC+2) |       | 55' Colin Clarke 73' Michael O'Neill |               | Ta' Qalistadion, Ta' Qali Toeschouwers: 15.000 Scheidsrechter: Stefan Petrescu (ROU) |

|                                                                    |                                  |       |       |                                                                                        |
| 28 mei WK 1990 kwalificatie № 118 «onderlinge duels» 15:00 (UTC+1) | Ierland                          | 2 – 0 | Malta | Lansdowne Road, Dublin Toeschouwers: 49.600 Scheidsrechter: José Rosa dos Santos (POR) |
| 28 mei WK 1990 kwalificatie № 118 «onderlinge duels» 15:00 (UTC+1) | Ray Houghton 32' Kevin Moran 55' |       |       | Lansdowne Road, Dublin Toeschouwers: 49.600 Scheidsrechter: José Rosa dos Santos (POR) |

|                                                      |              |       |                                         |                                                                                  |
| 4 oktober Vriendschappelijk № 119 «onderlinge duels» | Malta        | 1 – 2 | Oostenrijk                              | Ta' Qalistadion, Ta' Qali Toeschouwers: 2.500 Scheidsrechter: Carlo Longhi (ITA) |
| 4 oktober Vriendschappelijk № 119 «onderlinge duels» | Joe Zarb 15' |       | 25' Gerald Glatzmayer 68' Gerhard Rodax | Ta' Qalistadion, Ta' Qali Toeschouwers: 2.500 Scheidsrechter: Carlo Longhi (ITA) |

|                                                                     |        |       |       |                                                                                    |
| 11 oktober Vriendschappelijk № 120 «onderlinge duels» 17:00 (UTC+2) | Cyprus | 0 – 0 | Malta | GSZ-stadion, Larnaca Toeschouwers: 2.500 Scheidsrechter: Christos Skapoullis (CYP) |
| 11 oktober Vriendschappelijk № 120 «onderlinge duels» 17:00 (UTC+2) |        |       |       | GSZ-stadion, Larnaca Toeschouwers: 2.500 Scheidsrechter: Christos Skapoullis (CYP) |

|                                                                     |       |                                                                              |     |                                                                                     |
| 25 oktober Vriendschappelijk № 121 «onderlinge duels» 15:00 (UTC+1) | Malta | 0 – 4                                                                        | DDR | Ta' Qalistadion, Ta' Qali Toeschouwers: 3.000 Scheidsrechter: Edgar Azzopardi (MLT) |
| 25 oktober Vriendschappelijk № 121 «onderlinge duels» 15:00 (UTC+1) |       | 10' Thomas Doll 32' Thomas Doll 73' (pen.) Rico Steinmann 86' Rico Steinmann |     | Ta' Qalistadion, Ta' Qali Toeschouwers: 3.000 Scheidsrechter: Edgar Azzopardi (MLT) |

|                                                                         |       |                                            |         |                                                                                    |
| 15 november WK 1990 kwalificatie № 122 «onderlinge duels» 15:00 (UTC+1) | Malta | 0 – 2                                      | Ierland | Ta' Qalistadion, Ta' Qali Toeschouwers: 2.600 Scheidsrechter: Jaap Uilenberg (NED) |
| 15 november WK 1990 kwalificatie № 122 «onderlinge duels» 15:00 (UTC+1) |       | 31' John Aldridge 68' (pen.) John Aldridge |         | Ta' Qalistadion, Ta' Qali Toeschouwers: 2.600 Scheidsrechter: Jaap Uilenberg (NED) |

Malta Football Association · A-internationals · Bondscoaches · Statistieken · Maltees vrouwenelftal · Malta U21 · Malta U20 · Malta U19 · Malta U18 · Malta U17 · Malta U16
1957 – 1959 ·
1960 – 1969 ·
1970 – 1979 ·
1980 – 1989 ·
1990 – 1999 ·
2000 – 2009 ·
2010 – 2019 ·
2020 − 2029
1957 · 
1958 · 
1959 · 
1960 · 
1961 · 
1962 · 
1963 · 
1964 · 
1965 · 
1966 · 
1967 · 1968 · 
1969 · 
1970 · 
1971 · 
1972 · 
1973 · 
1974 · 
1975 · 
1976 · 
1977 · 
1978 · 
1979 · 
1980 · 
1981 · 
1982 · 
1983 · 
1984 · 
1985 · 
1986 · 
1987 · 
1988 · 
1989 · 
1990 ·
1991 · 
1992 · 
1993 · 
1994 · 
1995 · 
1996 · 
1997 · 
1998 · 
1999 · 
2000 · 
2001 · 
2002 · 
2003 · 
2004 · 
2005 · 
2006 · 
2007 · 
2008 · 
2009 · 
2010 · 
2011 · 
2012 · 
2013 · 
2014 · 
2015 · 
2016 ·
2017 ·
2018 ·
2019 ·
2020 ·
2021 ·
2022
Albanië ·
Algerije ·
Andorra ·
Angola ·
Armenië ·
Azerbeidzjan ·
België ·
Bosnië en Herzegovina · 
Bulgarije ·
Canada ·
Centraal-Afrikaanse Republiek ·
Cyprus ·
DDR ·
Denemarken ·
Duitsland ·
Egypte ·
Engeland ·
Estland ·
Faeröer ·
Finland ·
Frankrijk ·
Gabon ·
Georgië ·
Gibraltar · 
Griekenland ·
Hongarije ·
Ierland ·
IJsland ·
Indonesië ·
Israël ·
Italië ·
Japan ·
Joegoslavië ·
Jordanië ·
Kaapverdië ·
Kazachstan ·
Koeweit ·
Kosovo ·
Kroatië ·
Letland ·
Libanon ·
Libië ·
Liechtenstein ·
Litouwen ·
Luxemburg ·
Moldavië ·
Nederland ·
Noord-Ierland ·
Noord-Macedonië ·
Noorwegen ·
Oekraïne ·
Oostenrijk ·
Polen ·
Portugal ·
Qatar ·
Roemenië ·
Rusland ·
San Marino ·
Schotland ·
Slovenië ·
Slowakije ·
Spanje ·
Thailand ·
Tsjechië ·
Tsjecho-Slowakije ·
Tunesië · 
Turkije · 
Venezuela · 
Verenigde Arabische Emiraten ·
Verenigde Staten ·
Wales ·
Wit-Rusland ·
Zuid-Afrika ·
Zuid-Korea ·
Zweden ·
Zwitserland
CONMEBOL: Bolivia · Chili  · Colombia · Ecuador · Uruguay

UEFA: Albanië · België · Bulgarije · Cyprus · Denemarken · West-Duitsland · Duitse Democratische Republiek · Engeland · Faeröer · Finland · Frankrijk · Griekenland · Hongarije · IJsland · Ierland · Israël · Italië · Joegoslavië ·  Liechtenstein · Luxemburg · Malta · Nederland · Noord-Ierland · Noorwegen · Oostenrijk · Polen · Portugal · Roemenië · San Marino · Schotland ·  Sovjet-Unie ·  Spanje · Tsjecho-Slowakije · Turkije · Wales ·  Zweden · Zwitserland

CAF: Madagaskar